# Landschaftsschutzgebiet Lenne-Niederung

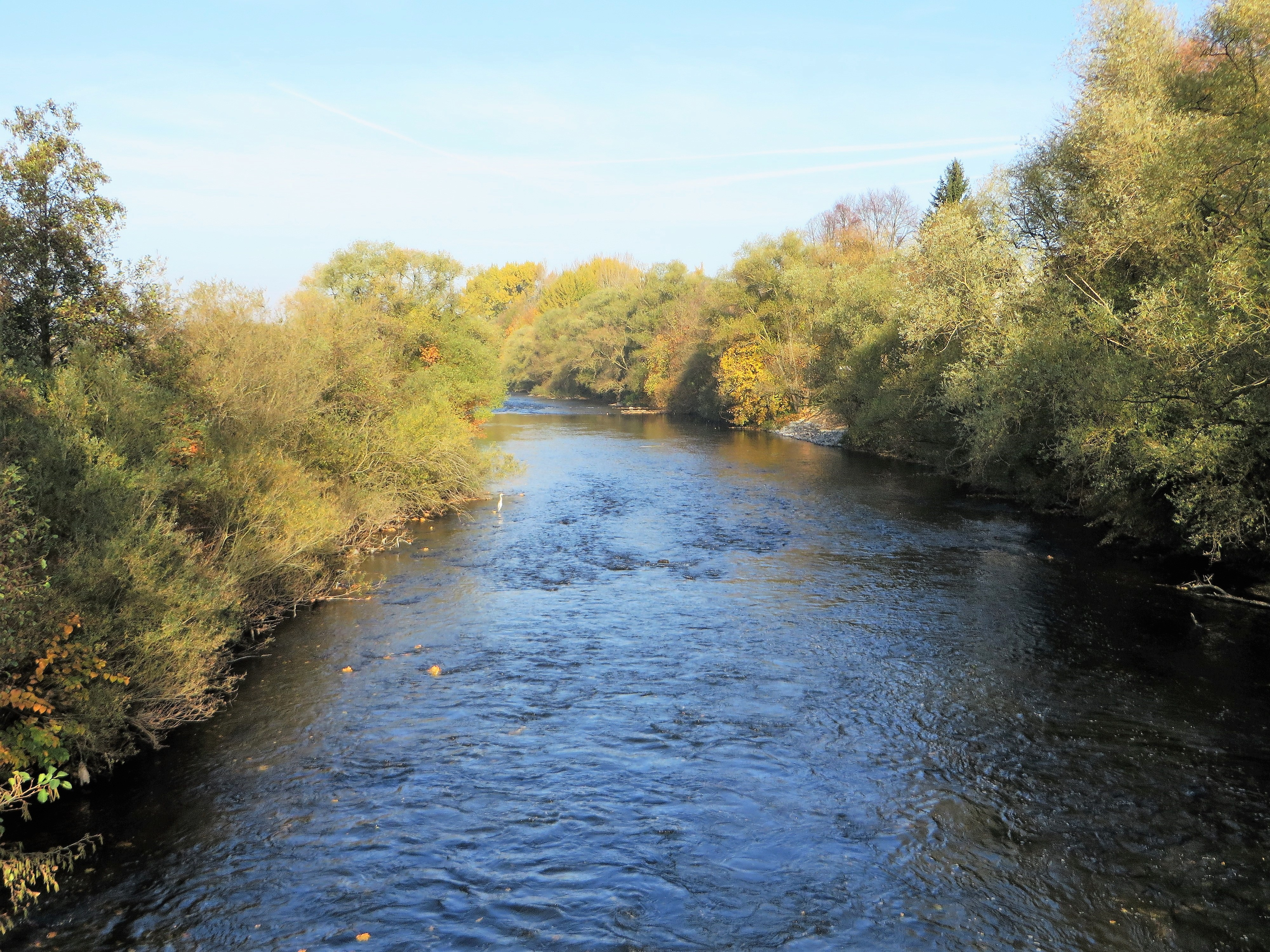
Landschaftsschutzgebiet Lenne-Niederung bei Hohenlimburg

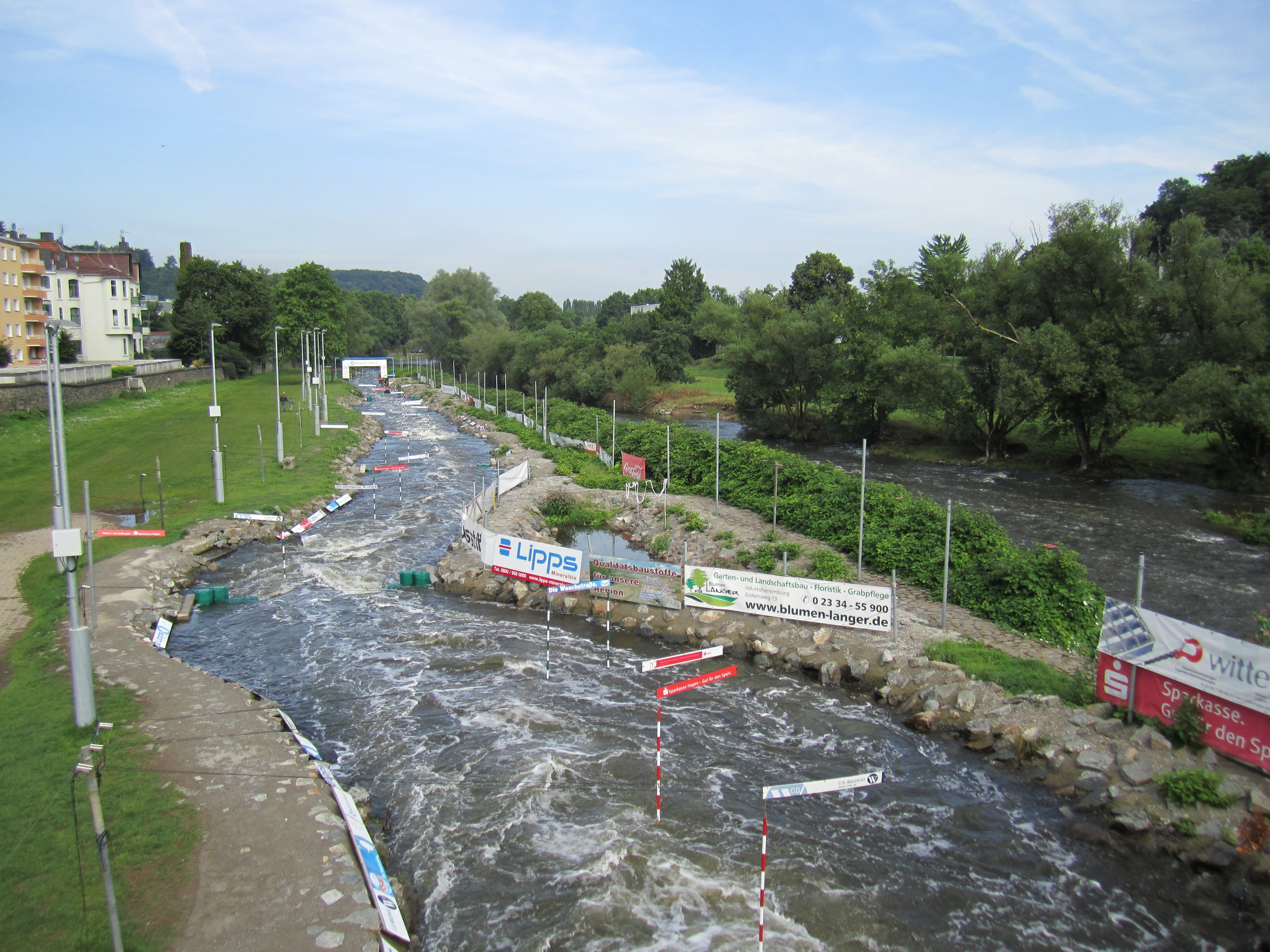
Wildwasserpark im Landschaftsschutzgebiet in Hohenlimburg

Das Landschaftsschutzgebiet Lenne-Niederung mit einer Flächengröße von 145,48 ha befindet sich auf dem Gebiet der kreisfreien Stadt Hagen in Nordrhein-Westfalen. Das Landschaftsschutzgebiet (LSG)  wurde 1994 mit dem Landschaftsplan der Stadt Hagen vom Stadtrat von Hagen ausgewiesen.

## Beschreibung
Das LSG beginnt beim Eintritt der Lenne in das Gebiet der Stadt Hagen und geht bis zum Naturschutzgebiet Lenneaue Kabel. Das LSG umfasst die Lenne mit Flussauenbereichen beiderseits vom Fluss. Auch Althölzer sowie typischer Ufervegetation und Altwasser liegen im LSG. Meist grenzen bebaute Bereiche von Hohenlimburg an das LSG. Im unteren Bereich begrenzen Deiche das LSG auf der Südseite. Die A 46 und die A 45 führen über Brücken über das LSG. Im LSG liegt auch der Wildwasserpark Hohenlimburg mit einer überregional bedeutenden Kanu-Slalomstrecke. Für den Wildwasserpark wurde am Ufer der Lenne in Hohenlimburg ein separater Kanal gebaut, der sein Wasser aus der Lenne bekommt.

## Schutzzweck
Laut Landschaftsplan erfolgte die Ausweisung „zur Erhaltung und Wiederherstellung der Leistungsfähigkeit des Naturhaushaltes, insbesondere durch Sicherung naturnah entwickelter Lebensräume, z. B. als Rast-, Nahrungs- und Überwinterungsplatz für zahlreiche gefährdete Vogelarten (für Durchzügler und Nahrungsgäste neben der Ruhraue das bedeutendste Gebiet im Hagener Raum); wegen der Vielfalt, Eigenart und Schönheit des Landschaftsbildes, besonders wegen des Vorkommens wertvoller Gehölzbestände mit sehr alten Weiden und wegen seiner besonderen Bedeutung als stadtnaher Erholungsraum für den gesamten Hagener Raum“.